# 녹색장성

사헬 지역(갈색), 녹색장성으로 제안된 지대(녹색), 녹색장성 참가국(흰색)

녹색장성(綠色長城, 영어: Great Green Wall)은 사막화를 막기 위해 사하라 사막의 남쪽 가장자리에서 아프리카를 가로지르는 나무벽을 심는다는 계획의 프로젝트이다. 사바나와 사하라 사막에서의 토지 황폐화, 사회적, 경제적, 환경적 악영향으로 인해 아프리카 연합에서 이를 고심하여 개발되었다.

## 같이 보기
- 사헬